# استالسکویه
استالسکویه (به لاتین: Stalskoye) یک منطقهٔ مسکونی در روسیه است که در داغستان واقع شده‌است.